# Великий Синедріон
Великий Синедріон (фр. le Grand Sanhedrin) — консультативний орган, що засідав у Парижі, створений для розробки цивільного законодавства Франції для євреїв. Діяв з 9 лютого по 9 березня 1807 року.

## Підготовка і початок діяльності
26 липня 1806 року єврейські нотаблі Французької імперії та Італійського королівства зібрались у Парижі в колишній міській капелі. Авраам Фуртадо, португальський єврей, був обраний головою засідання, але насправді головували імператорські комісари. Двоє з них були Порталі і Моле, а третій Паск'є.